# Redmi A1
Redmi A1和Redmi A1+是小米集團推出的基于Android系統（Android Go）的紅米系列智能手机。2022年9月6日，小米集團對外宣布Redmi A1即將上市，Redmi A1最終于2022年9月9日正式開售。Redmi A1配备聯發科技 Helio A22 处理器和8MP 双摄像头。該手機的機身以塑膠為主。Redmi A1屏幕尺寸為 6.52”，解像度為 720x1600。随机存取存储器容量為2GB ，該手機可以插入MicroSD卡，最大支援加入額外的1TB的MicroSD卡。Redmi A1+則有一个指纹传感器。